# Język nominatywno-akuzatywny
Język nominatywno-akuzatywny (inaczej: nominatywny) – język charakteryzujący się tym, że do wyrażania agensa zdania przechodniego używa się mianownika (nominativus; stąd nazwa), do wyrażania pacjensa – biernika (accusativus), a podmiotu zdania nieprzechodniego – także mianownika. Ten typ jest najpowszechniejszy w językach świata, należą do niego wszystkie języki indoeuropejskie, w tym polski (choć polski używa czasami do wyrażenia pacjensa dopełniacza lub narzędnika).